# Anomis praerupta
Anomis praerupta är en fjärilsart som beskrevs av Heinrich Benno Möschler 1890. Anomis praerupta ingår i släktet Anomis och familjen nattflyn. Inga underarter finns listade i Catalogue of Life.